# Renée Schuurman
Renée Schuurman (née le 26 octobre 1939 – morte le 30 mai 2001 à Howick) est une joueuse de tennis sud-africaine des années 1950 et 1960. Elle est aussi connue sous son nom de femme mariée, Renée Schuurman-Haygarth.
Elle s'est essentiellement illustrée dans les épreuves de double dames, remportant dans cette spécialité cinq titres du Grand Chelem, dont quatre avec Sandra Reynolds. Elle s'est aussi imposée une fois en double mixte, à Roland-Garros avec Robert Howe en 1962.
En simple, Renée Schuurman a atteint la finale des Internationaux d'Australie en 1959, où elle est battue par Mary Carter Reitano.